# Strizivojna
Strizivojna är en ort i Kroatien.   Den ligger i länet Brodsko-posavska i den östra delen av landet, 200 km öster om huvudstaden Zagreb. Strizivojna ligger 84 meter över havet och antalet invånare är 2 771.
Terrängen runt Strizivojna är platt. Runt Strizivojna är det ganska tätbefolkat, med 96 invånare per kvadratkilometer. Närmaste större samhälle är Đakovo, 9,2 km norr om Strizivojna. Trakten runt Strizivojna består till största delen av jordbruksmark.